# 張士範
张士范（？—？），字心冶，號玄洗，萬全都司怀安卫总旗籍。明朝政治人物。

## 生平
张士范是怀安卫学生，少年颖悟，年四岁就能与客人对句。萬曆三十七年（1609年）登己酉科順天鄉試舉人，天啓二年（1622年）成壬戌科進士，考选庶吉士，四年正月授翰林院检讨，六年十月充《光宗实录》纂修官，七年三月补经筵日讲官，七月升翰林院侍读，典丁卯科应天府乡试，号称得士。崇祯元年二月为经筵讲读官，七月，会观政进士张星等人冒列张士范之名上疏，请求增加名额，皇帝召对平台，被诘责革职。八月南京国子监助教施元徵疏言徐时泰、孙之獬、陈具庆、张士范者投靠魏忠贤，拜为乾父，垂涎南北主考，出题献媚。遂被削籍为民，谪配山西鄯阳，后释放归乡去世。士范起家书生，留心方畧，官翰林日，曾上疏筹边，颇切时宜。又尝率乡人捐修城门及武备器具，今亦有称之者。所著有《舟中记》并阁试词赋。